# توان جریان متناوب
توان در سیستم‌های جریان متناوب (AC) مفهومی پیچیده‌تر از سیستم‌های جریان مستقیم (DC) است، زیرا در AC ولتاژ و جریان به صورت سینوسی تغییر می‌کنند و ممکن است بین آن‌ها اختلاف فاز وجود داشته باشد. به همین دلیل، توان در سیستم‌های AC به سه دسته اصلی تقسیم می‌شود: توان اکتیو، توان راکتیو و توان ظاهری.

## توان اکتیو
توان اکتیو توان واقعی است که توسط بار مصرف شده و به انرژی مفید (مانند گرما، نور، یا حرکت مکانیکی) تبدیل می‌شود.

## توان راکتیو
توان راکتیو توان غیرمفیدی است که بین منابع و بار تبادل می‌شود. این توان توسط اجزای راکتیو مانند خازن‌ها و سلف‌ها تولید یا مصرف می‌شود و به نگهداری میدان‌های الکتریکی و مغناطیسی کمک می‌کند.

## توان ظاهری
توان ظاهری ترکیب برداری توان اکتیو و توان راکتیو است و نشان‌دهنده کل توان تأمین‌شده توسط منبع می‌باشد.

## کاربردها
- توان اکتیو: مورد استفاده در وسایلی که کار مفید انجام می‌دهند، مانند موتور، بخاری یا لامپ.
- توان راکتیو: در سیستم‌های الکتریکی برای تولید میدان مغناطیسی یا الکتریکی (مانند ترانسفورماتورها، موتورهای القایی و خازن‌ها).
- توان ظاهری: در طراحی تجهیزات و محاسبات کلی سیستم قدرت.